# 圆明讲堂
圆明讲堂，位于上海市静安区延安西路434号。建于1934年，为中国佛教协会首任会长圆瑛大师创办。属净土宗道场，现任住持为照诚法师。

## 历史
1933年，顾联承、邢景贤夫妇捐献延安西路私人花园用地家产，建造殿屋房舍，命名为上海圆明讲堂，作为圆瑛大师在上海弘法修持道场。圆明讲堂取意一是“圆遍十方，明照法界”之意；二是取于佛门排行，因圆瑛和他弟子明旸系“圆” 字、“明”字辈。
其山门为仿古式琉璃澹顶，双重檐下为两根盘金龙柱子，柱前一对青石狮子。正中匠额正反两面分别是由中国佛教协会会长赵朴初题“圆明讲堂”和明旸法师题“佛光普照”。走廊和天井以水泥方砖铺地，砖上皆刻有莲花，象征进入佛教清净宝地，步步莲花。

## 佛事活动
1997年，照诚法师与堂务委员会研究，恢复创办楞严专宗学院，并于2000年，与龙华寺合并成立“华林佛学院”。圆明讲堂除定期讲经外，并举办圆明佛学讲习班，免费为大众讲授佛学。